# Michael Kiwanuka
Michael Kiwanuka je britský soulový muzikant. Je srovnáván s muzikanty jako je Bill Withers, Randy Newman, Otis Redding, Van Morrison a the Temptations. V lednu roku 2012 vyhrál anketu rozhlasové a televizní stanice BBC Sound of 2012.

## Životopis
Kiwanuka vyrostl v severním Londýně, ve čtvrti Muswell Hill. Je synem ugandských rodičů, kteří opustili zem, aby se vyhnuli režimu nastoleným prezidentem Aminem. Navštěvoval školu Fortismere School, kterou v roce 2005 dokončil s výborným prospěchem. Na škole byl považován za velmi přátelského a skromného studenta s velkým okruhem přátel a s velkým porozuměním pro různé hudební žánry. Již na škole koncertoval se svojí basovou a jazzovou kytarou. Ve studiu pokračoval na Westminsterské univerzitě v Londýně.

## Hudební styl
Kiwanuka je ovlivněný hudebníky Billem Withersem, Otisem Reddingem,Jackem Johnsonem, Pops Staplem, The Band, Joni Mitchell, Bobem Dylanem, Ericem Bibbem, Tommy Simsem a Richie Havensem. Zahrál si s bubeníkem Jamesem Gadsonem, který spolupracoval s Billem Withersem.

## Kariéra

### 2011-současnost: Průlom, debutové album
Před kariérou sólového zpěváka pracoval jako sezónní kytarista pro rappera Chipmunka a Bashy. Jeho první samostatné vystoupení bylo v Oxfordu, Kentish Town. Zde si ho všimla nahrávací společnost Communion Records, pod kterou vydal 13. června 2011 svá první dvě EP zahrnující jeho debut Tell Me A Tale.
Kiwanuka podporoval zpěvačku Adele na její koncertní šňůře v roce 2011 s názvem Adele Live, a také na jejím vystoupením na festivalu iTunes.
V roce 2011 podepsal smlouvu se společností Polydor Records. 6. ledna 2012 vyhrál anketu BBC Sound of 2012. V červnu roku 2012 byl vyobrazen v dokumentu stanice BBC o Španělsku ve vztahu k Ugandě během krize v Eurozóně; jeho domnělým protějškem byla herečka Penélope Cruz.

## Diskografie

### Studiová alba
| Název         | Detaily alba                                                                                    | Nejvyšší umístění v hitparádách | Nejvyšší umístění v hitparádách | Nejvyšší umístění v hitparádách | Nejvyšší umístění v hitparádách | Nejvyšší umístění v hitparádách | Nejvyšší umístění v hitparádách | Nejvyšší umístění v hitparádách | Nejvyšší umístění v hitparádách | Nejvyšší umístění v hitparádách | Nejvyšší umístění v hitparádách | Nejvyšší umístění v hitparádách | Nejvyšší umístění v hitparádách | Nejvyšší umístění v hitparádách | Certifikace  |
| Název         | Detaily alba                                                                                    | UK                              | AUT                             | BEL (VL)                        | BEL (WA)                        | KAN                             | DEN                             | IRE                             | NL                              | NOR                             | NZ                              | SCO                             | SWE                             | USA                             | Certifikace  |
| ------------- | ----------------------------------------------------------------------------------------------- | ------------------------------- | ------------------------------- | ------------------------------- | ------------------------------- | ------------------------------- | ------------------------------- | ------------------------------- | ------------------------------- | ------------------------------- | ------------------------------- | ------------------------------- | ------------------------------- | ------------------------------- | ------------ |
| Home Again    | - Vydáno: 12. března 2012 - Společnost: Polydor Records - Formáty: CD, digitální stažení, Vinyl | 4                               | 13                              | 2                               | 26                              | 35                              | 23                              | 16                              | 1                               | 3                               | 17                              | 7                               | 8                               | 117                             | - NVPI: Gold |
| Love & Hate   | - Vydáno: 2016                                                                                  |                                 |                                 |                                 |                                 |                                 |                                 |                                 |                                 |                                 |                                 |                                 |                                 |                                 |              |
| Kiwanuka      | - Vydáno: 2019                                                                                  |                                 |                                 |                                 |                                 |                                 |                                 |                                 |                                 |                                 |                                 |                                 |                                 |                                 |              |
| Small Changes | - Vydáno: 2024                                                                                  |                                 |                                 |                                 |                                 |                                 |                                 |                                 |                                 |                                 |                                 |                                 |                                 |                                 |              |

### EP
| Název                                      | Detaily EP                                                                                         |
| ------------------------------------------ | -------------------------------------------------------------------------------------------------- |
| Tell Me a Tale EP (Isle of Wight Sessions) | - Vydáno: 24. dubna 2011 - Společnost: Communion Records - Formát: digitální stažení, 10" vinyl    |
| iTunes Festival: London 2011               | - Vydáno: 8. července 2011 - Společnost: Polydor Records - Formát: digitální stažení               |
| I'm Getting Ready EP                       | - Vydáno: 24. července 2011 - Společnost: Communion Records - Formát: digitální stažení, 10" vinyl |

### Singly
| Rok  | Singl               | Nejvyšší umístění v hitparádách | Nejvyšší umístění v hitparádách | Nejvyšší umístění v hitparádách | Nejvyšší umístění v hitparádách | Nejvyšší umístění v hitparádách | Album      |
| Rok  | Singl               | UK                              | BEL (VL)                        | BEL (WA)                        | NL                              | SCO                             | Album      |
| ---- | ------------------- | ------------------------------- | ------------------------------- | ------------------------------- | ------------------------------- | ------------------------------- | ---------- |
| 2012 | "Home Again"        | 29                              | 3                               | 61                              | 59                              | 34                              | Home Again |
| 2012 | "I'm Getting Ready" | 187                             | —                               | —                               | —                               | —                               | Home Again |
| 2012 | "I'll Get Along"    | —                               | 54                              | —                               | —                               | —                               | Home Again |
| 2012 | "Bones"             | —                               | 67                              | —                               | —                               | —                               | Home Again |

## Ceny a nominace
| Rok  | Organizace        | Cena          | Výsledek |
| ---- | ----------------- | ------------- | -------- |
| 2011 | BBC Sound of 2012 | Sound of 2012 | Výhra    |
| 2012 | Barclaycard       | Mercury Prize | Nominace |